# Осада Дамьетты (853)
Осада Дамьетты — эпизод арабо-византийских войн, захват Дамьетты 22 мая 853 года византийским флотом под командованием полководца, чьё имя арабские источники передают как «Ибн Катуна». Незадолго до нападения арабские войска покинули город. Те жители, которые оказали византийцам вооружённое сопротивление, были перебиты. Нападавшие захватили богатую добычу, включавшую оружие, припасы и 600 женщин. Затем греки попытались скрыться, но из-за сильного течения были вынуждены укрыться в крепости по пути. Разграбив и её, они беспрепятственно вернулись.
Разграбление Дамиетты убедило арабов в необходимости возрождения собственного флота. Его могущество пришлось на эпоху Фатимидов, чьи военно-морские силы стали одними из сильнейших в Средиземноморье.

## География

Карта озера Манзала авторства арабского географа Якута аль-Хамави

Старая Дамьетта, ставшая целью византийцев, располагалась в дельте Нила, примерно в 12 километрах от его устья и на расстоянии одного километра от западной окраины озера Манзала, которое отделено от Средиземного моря узкой полосой суши и соединено прорытыми каналами. Городскую стену окружал вырытый канал. Большая часть военных действий при участии флота происходила именно в этом озере площадью не более 1200 километров, располагавшемся между Дамьеттой и Порт-Саидом. Таким образом город находился гораздо ближе к воде, чем сейчас: в XIII веке его снёс мамлюкский султан Бейбарс и велел построить дальше от берега.

## Предыстория
В 820-х годах начались два масштабных вооружённых конфликта арабов с Византийской империей, которые постепенно лишили её морского господства в Средиземноморье: на западных границах Аглабиды начали завоевание Сицилии, в то время как в Эгейском море изгнанники из мусульманской Испании захватили Крит. Этот остров стал основной базой для их флота. Отсюда арабы совершали многочисленные нападения на побережье Эгейского моря, а мусульманские пираты получили неведомое ранее раздолье и теперь в своих набегах доходили до северных берегов Средиземноморья. В то же время частичный контроль над Сицилией позволял арабам грабить территорию Италии и побережья Адриатического моря. В 842/43 году византийцы предприняли крупномасштабный подход с целью отбить Крит, но он оказался крайне неудачным. Пиратский Крит снабжался из арабского Египта.
В Аббасидском халифате тем временем были свои неурядицы. Халиф аль-Васик Биллах скончался, не назначив наследника. Тюрки возвели на престол его сына аль-Мутаваккиль Алаллаха. Его правление стало одним из самых тяжёлых периодов истории халифата. Новый халиф изменил религиозную политику своих предшественников и преследовал многих несогласных принять единственно истинную, по его мнению, веру, что привело к многочисленным восстаниям против его власти. Напряжённые отношения складывались и с Византией. С 851 года войска Аббасидов регулярно вторгались на территорию Анатолии. Первоначально византийцы никак не реагировали на провокации на границе, но через два года после начала походов предприняли собственное нападение на Египет.

## Взятие и разграбление города
В 853 году в Византии решили попробовать новый подход к борьбе с арабами — вместо прямого нападения на Крит они попытались прервать линии снабжения острова. По словам византиниста А. Васильева, он был «арсеналом критских пиратов». В качестве возможной причины нападения он называет надежду византийцев на то, что возможность вторжения в Северную Африку заставит арабов увести с Крита часть своих сил. По словам историка ат-Табари, византийский флот состоял из трёх сотен кораблей и был разделён на три равные части, которые атаковали мусульманские военно-морские базы в Восточном Средиземноморье. Направление атаки двух подразделений неизвестно, в то время как третье под командованием «Ибн Катуны», численностью в 85 (согласно Якуби) или 100 судов и 5000 человек (согласно ат-Табари) направилось к побережью Египта, где на тот момент властвовал наместник Аббасидов Анбас ибн Исхак ад-Дабби.
К моменту приближения вражеского флота ад-Дабби отозвал гарнизон Дамьетты в Фустат, поскольку в стране наступал праздник, который было решено отметить с размахом и как можно большим числом участников. Напуганное население же в панике покинуло город и направилось вброд по озеру, которое отделяло Дамьетту от материка. В ходе перехода многие арабы погибли. Византийцы же сожгли и разграбили оставленный город. Они добились и своей основной цели — в их руки перешло оружие, которое, по словам арабских историков, халиф планировал отправить Абу Хафсу, а также запасы, заготовленные для отправки в Ирак. Закончив разграбление, византийцы устроили в городе пожар. В пламени сгорели в том числе и паруса для кораблей. Хотя основная армия халифата покинула город, в ходе взятия и разграбления гражданские лица периодически оказывали сопротивление. В частности некий преступник Ибн ал-Акшаф, заключённый ад-Дабби за решётку, во время осады освободился и сражался против врагов при помощи оставшегося в городе народа и, по словам Якута, «убил много византийцев».
Греки взяли в плен около 600 женщин, как коптов, так и арабок, после чего, «пробыв в городе два дня и две ночи», 24 мая попытались уплыть, направляясь к Тиннису, но из-за сильного течения и боязни сесть на мель остановились недалеко от него в Уштуме. Это был весьма укреплённый в годы халифа аль-Мутасим Биллаха населённый пункт. Византийцы взяли город и разграбили его. Они вынесли из Уштумы всё ценное и сожгли баллисты и камнеметательные машины, захватили ворота из чистого железа и, не встретив сопротивления противника, вернулись в Византию. Местонахождение же остальных греческих флотов неизвестно. По предположению Васильева, оба флота находились близ берегов Сицилии.

## Последствия
Таким образом, поход на Дамьетту для Византии окончился удачно, хотя успех и был временным. Но при этом куда более важные последствия он имел для арабов, поскольку показал необходимость постройки большого количества новых кораблей для противостояния агрессии империи. После Мухаммеда арабы редко задействовали флот, а второй праведный халиф Умар ибн аль-Хаттаб и вовсе запретил морские экспедиции. Первоначально организованный флот был скорее греко-сирийским, а не арабским. Христиане и, по словам А. А. Васильева, «ренегаты» из Византии стали первыми учителями арабов в военно-морском искусстве. По сообщениям аль-Макризи, после неожиданного нападения греков арабы стали в срочном порядке возводить дополнительные корабли на верфях на берегах Египта. В течение девяти месяцев после набега они укрепили с моря Дамьетту, Тиннис и Александрию. Аналогичные работы проводились и в египетских городах Розетта, Бороллос, Ашмуна, ат-Тина и Настаравва. Там же были построены дополнительные корабли и набраны новые экипажи. Большинство моряков насильно призывали из числа коптов и арабов, живших во внутренних регионах страны, из-за чего наместник Анбас снискал себе плохую репутацию среди современников, которые нередко писали на него жалобы, которые доходили даже до халифа аль-Мутаваккиль Алаллаха. Более поздние арабские историки, такие как аль-Макризи, как и коптские хронисты и историки подтверждают, что в последующие годы построенный Анбасом флот использовался в ходе рейдов на земли Византии. Происходившие в это время события весьма подробно освещены в мусульманских источниках. При полуавтономных Тулунидах флот достиг 100 кораблей. Де-факто сражение спровоцировало само создание крупного арабского флота, который в годы правления Фатимидов стал одной из основных сил в Средиземном море.
Эта атака на Дамьетту со стороны Византии не была единичной. Уже в следующем, 854 году греки вернулись в Египет и вновь разграбили город. Нельзя исключать и вероятность третьей атаки год спустя, поскольку некоторые арабские источники указывают, что аббасидские халифы были уверены в возможном нападении. 4 года спустя, в 859 году византийский флот атаковал Фараму. Несмотря на столь явные успехи греческой империи, арабское пиратство не затихало. В начале 900-х годов оно достигло своего апогея. В частности, в 904 году арабы разграбили город Салоники. Контроль над Эгейским морем византийцы восстановили лишь в 961 году, когда отвоевали у арабов Крит.

### Книги
- Банников А. В., Морозов М. А. Действия флота в позднеримский и византийский периоды // История военного флота Рима и Византии (от Юлия Цезаря до завоевания крестоносцами Константинополя). — СПб.: «Евразия», 2017. — С. 403. — 592 с. — ISBN 978-5-91852-078-9.
- Норвич Дж. История Византии / Пер. с англ. Н. М. Заболоцкого. — М.: АСТ Москва, 2010. — 542 с. — 3000 экз. — ISBN 978-5-403-01726-8.
- Bury John B. From the Fall of Irene to the Accession of Basil I (A.D. 802–867) :  [англ.]. — London : Macmillan and Co., 1912. — 530 p. — (A History of the Eastern Roman Empire : in 2 vols. ; vol. II).
- Diehl Charles. From Nicephorus I to the Fall of the Phrygian Dynasty // Eastern Roman Empire, 717—1453 :  [англ.] / planned by J. B. Bury ; ed. by J. R. Tanner[англ.], C. W. Previté-Orton[англ.], Z. N. Brooke[англ.]. — Cambridge : Cambridge University Press, 1923. — P. 27—48. — XXXVI, 993 p. — (The Cambridge Medieval History : in 8 vols. ; vol. IV).
- Pryor John H.; Jeffreys Elizabeth[англ.]; Muḥammad Ibn Manjlī; Shboul Ahmad M. H. The Age of the ΔΡΟΜΩΝ : The Byzantine Navy ca. 500–1204 (англ.). — Leiden; Boston: Brill Academic Publishers, 2006. — LXXVII, 754 p. — (Medieval Mediterranean, vol. 62). — ISBN 978-9-047-40993-9. — ISBN 90-474-0993-0. — ISBN 12-813-9955-8. — ISBN 978-1-281-39955-7.
- Whittow Mark. The Making of Byzantium, 600–1025 (англ.) / American Council of Learned Societies. — Berkeley: University of California Press, 1996. — XXV, 477 p. — (History e-book project). — ISBN 05-202-0496-4. — ISBN 978-0-520-20496-6.

### Статьи
- Васільев А. А. Византійско-Арабскія отношенія въ царствование Михаила III (842—867) (рус. дореф.) // Журналъ Министерства народнаго просвѣщенія. — СПб.: Тип. В.С. Балашева, 1899. — Т. CCCXXIX, № 7. — С. 1—54. Архивировано 31 января 2022 года.
- Christides Vassilios. The Raids of the Moslems of Crete in the Aegean Sea : Piracy and Conquest (англ.) // Byzantion. — Brussel: Peeters, 1981. — Vol. 51. — P. 76—111. — ISSN 0378-2506. — JSTOR 44170672.
- Kubiak Władyslaw B. The Byzantine Attack on Damietta in 853 and the Egyptian Navy in the 9th Century (англ.) // Byzantion. — Brussel: Peeters, 1970. — Vol. 40, no. 1. — P. 45—66. — ISSN 0378-2506. — JSTOR 44170285.
- Levi della Vida Giorgio. A papyrus reference to the Damietta raid of 853 A.D. (англ.) // Byzantion. — Boston: Peeters, 1944. — Vol. 17, no. 1. — P. 212—221. — ISSN 0378-2506. — JSTOR 44168588.
- Rémondon Roger[фр.]. A propos de la menace byzantine sur Damiette, sous le règne de Michel III (фр.) // Byzantion. — Bruxelles: Peeters, 1953. — Vol. 23, no 1. — P. 245—250. — ISSN 0378-2506. — JSTOR 44168812.